# Chiesa di Santa Maria della Raccomandata
La chiesa di Santa Maria della Raccomandata è una delle numerose chiese di Sciacca, comune in provincia di Agrigento, di notevole importanza storica e architettonica.

## Storia
Risalente al XIII secolo, le notizie più antiche risalgono al 1220 quando i Padri Carmelitani, che erano stati ospitati nelle stanze annesse alla chiesa in attesa che fosse costruito il loro convento annesso alla allora chiesa del salvatore, oggi chiesa del Carmine.
Il 19 gennaio 1593 la chiesa fu affidata dal vescovo Francesco del Pozzo a quattro padri eremiti agostiniani di Centorbi affinché vi fondassero il loro cenobio. In seguito la chiesa fu affidata dalla magistratura cittadina dei Giurati ad un sacerdote. Tra la fine del XIX ed il XX secolo il complesso divenne di proprietà di privati fino a quando nel 2000, già in avanzato stato di degrado, fu acquisito al patrimonio del comune saccense.

## Descrizione

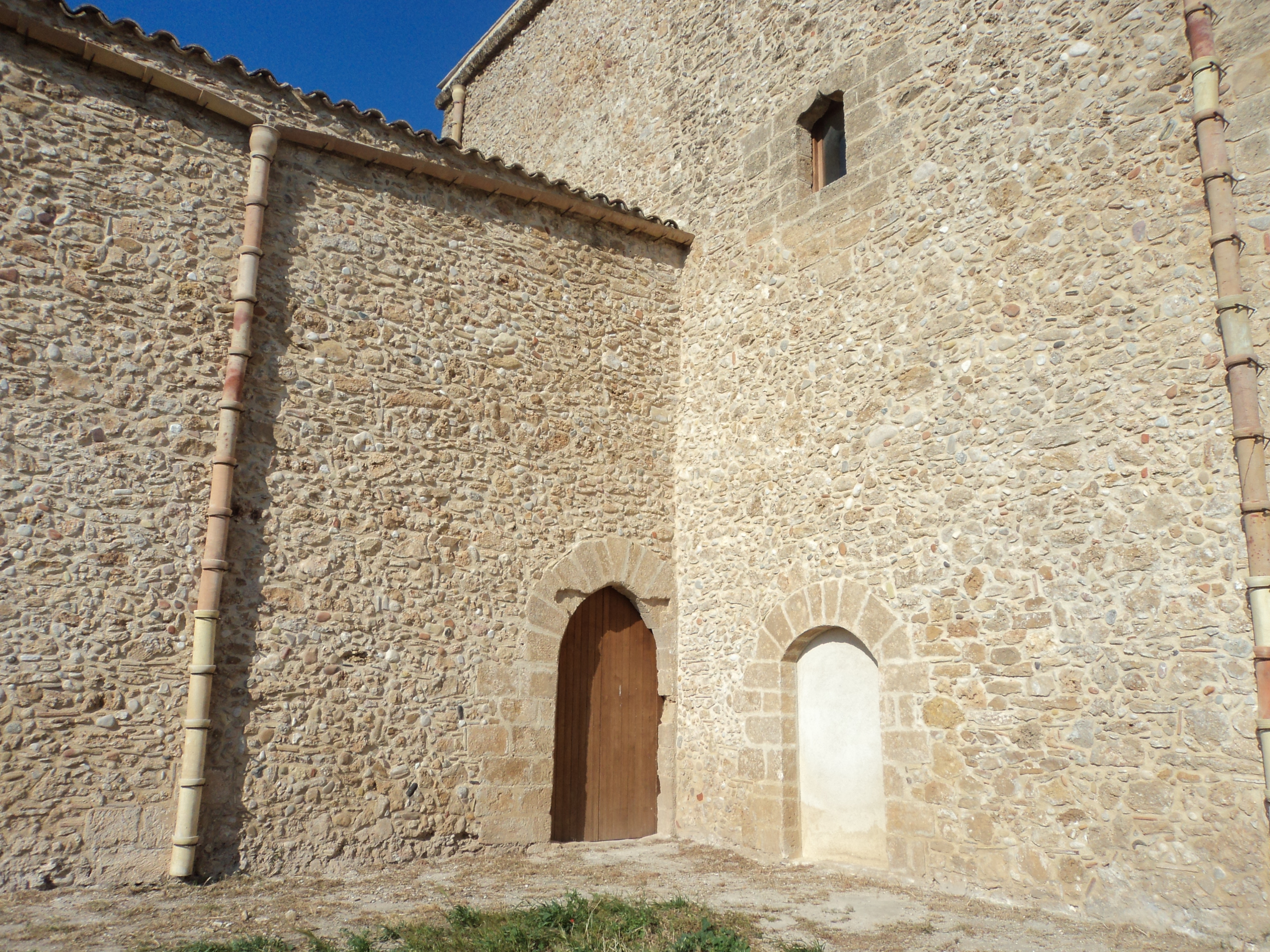
Chiesa Di Santa Maria della Raccomandata (Sciacca) lato sud

### Esterno
L'edificio, dal chiaro stile normanno, presenta all'esterno un magnifico portale ad ogiva, posto nella facciata principale, in pietra arenaria a doppio rincasso decorato da tipici motivi dell'arte normanna come ad esempio le foglie stilizzate dei capitelli che spiccando dalle esili colonnine sorreggono gli archi accompagnati entrambi (sia archi che colonnine) da una serie di piccole bugne a punta di diamante.
Il complesso è costituito da un corpo principale, al quale si accede dal portale ad ogiva già descritto, culminante in un'abside, di chiaro stile arabo-normanno, coronata da una leggera cornice e molto simile a quella della chiesa di San Nicolò la Latina e a quelle della Basilica di Maria SS. del Soccorso.
L'intero corpo principale di pianta rettangolare è coperto da un tetto a capanna. Sul lato sud adiacente al corpo principale è presente un edificio a torre databile intorno agli inizi del Cinquecento mentre sul lato di nord-est e contiguo sia alla chiesa sia al edificio Cinquecentesco è presente un cortile acciottolato risalente al 1828, in origine forse semi-coperto, al centro del quale è presente un pozzo.

### Interno

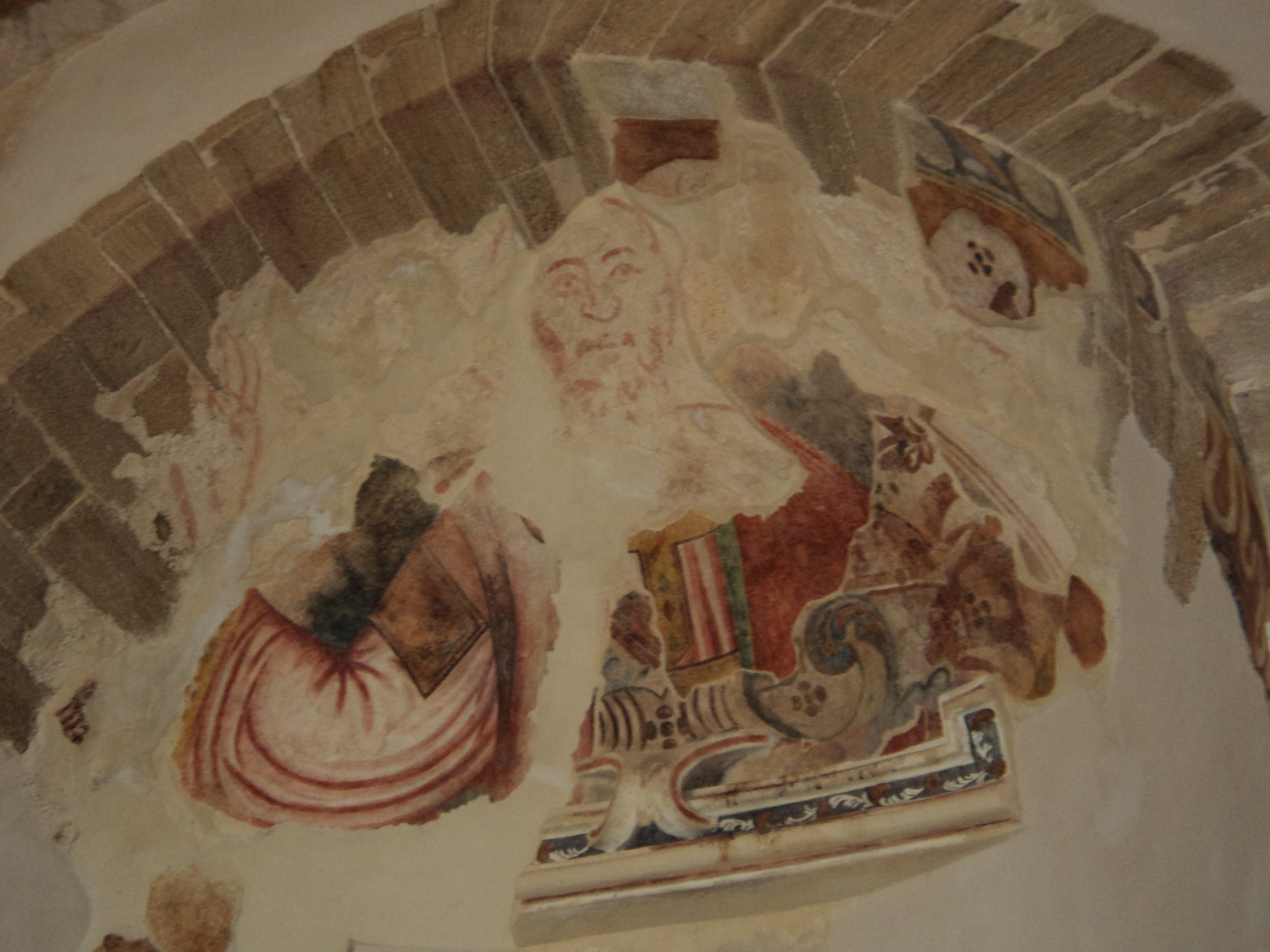
Cristo Pantocratore Chiesa di Santa Maria della Raccomandata (Sciacca)

La chiesa, ad unica navata, ospitava all'interno, oltre a quello principale sul quale era venerato il quadro della Madonna della Raccomandata, quattro altari laterali. Il recente restauro ha riportato alla luce alcuni esempi di pittura parietale tra cui il Cristo Pantocratore del catino absidale, parzialmente danneggiato dal tempo e dall'incuria; ed un pavimento in cotto di mattonelle esagonali poste sopra una pavimentazione più antica di mattonelle rettangolari disposte a spina di pesce e riquadrate da altre mattonelle dello stesso taglio.

### Il restauro
Nel 2008 grazie ad un finanziamento sui fondi POR 2000-2006, un complesso lavoro di restauro ha restituito alla città di Sciacca l'antica chiesa di Santa Maria della Raccomandata.

## Festa
La Festa della Madonna della Raccomandata si celebrava il primo lunedì dopo la Pentecoste.